# К счастью, молоко
«Но молоко, к счастью» (англ. Fortunately, the Milk...) — детская повесть английского писателя Нила Геймана, написанная и опубликованная в 2013 году.
Сюжетом произведения является история, рассказанная своим детям отцом, который очень долго отсутствовал дома, когда отправился за молоком. По его словам, за это время он умудрился попасть в невероятное приключение с пиратами, динозаврами, древними цивилизациями, инопланетянами, пони, вампирами и путешествиями во времени. 